# كوندي-ليه-إيربي
كوندي ليه إيربي هي بلدية فرنسية تقع في إقليم الأردين في منطقة غراند إيست.

## الأماكن والمعالم الأثرية

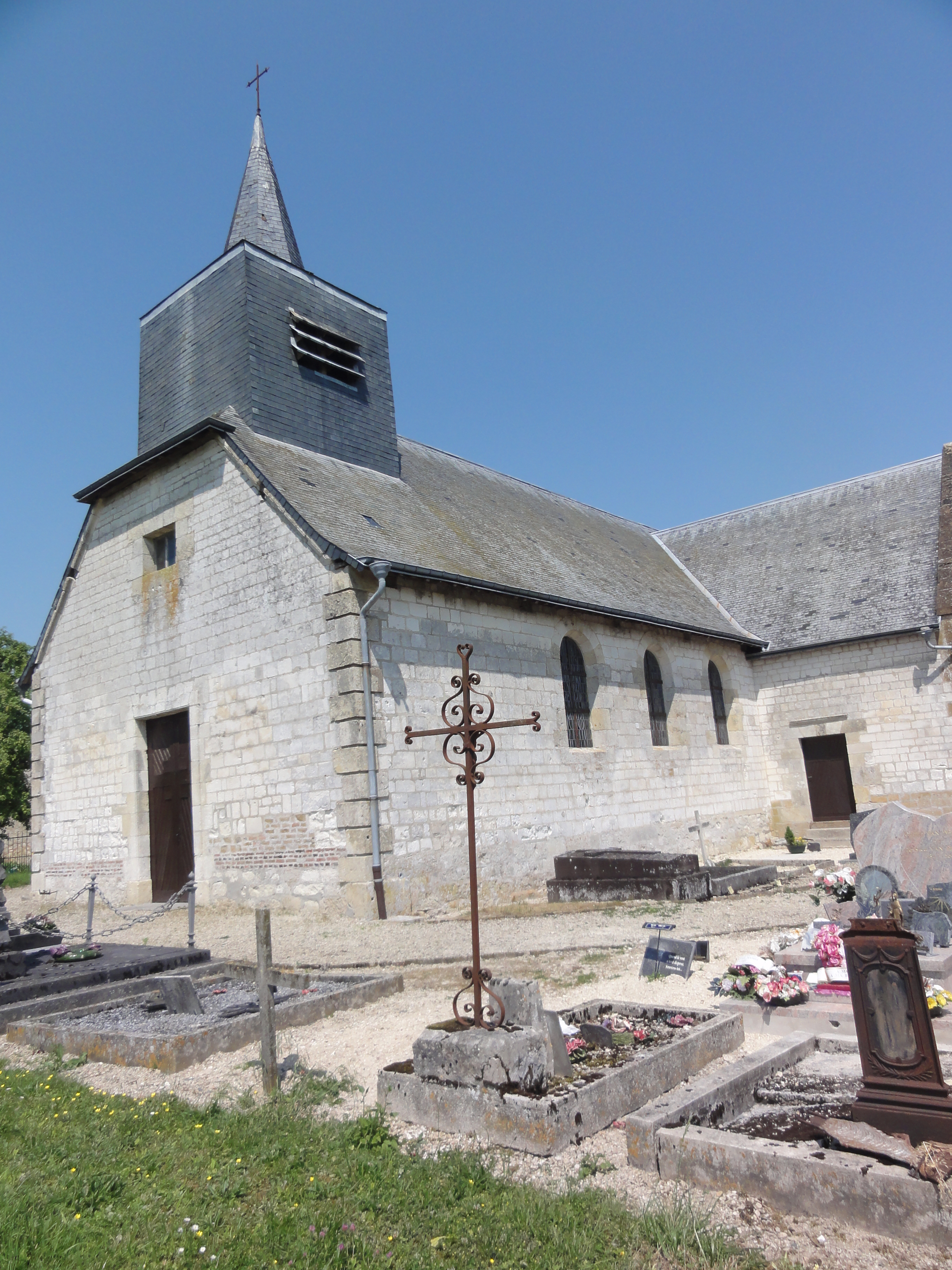
الكنيسة.
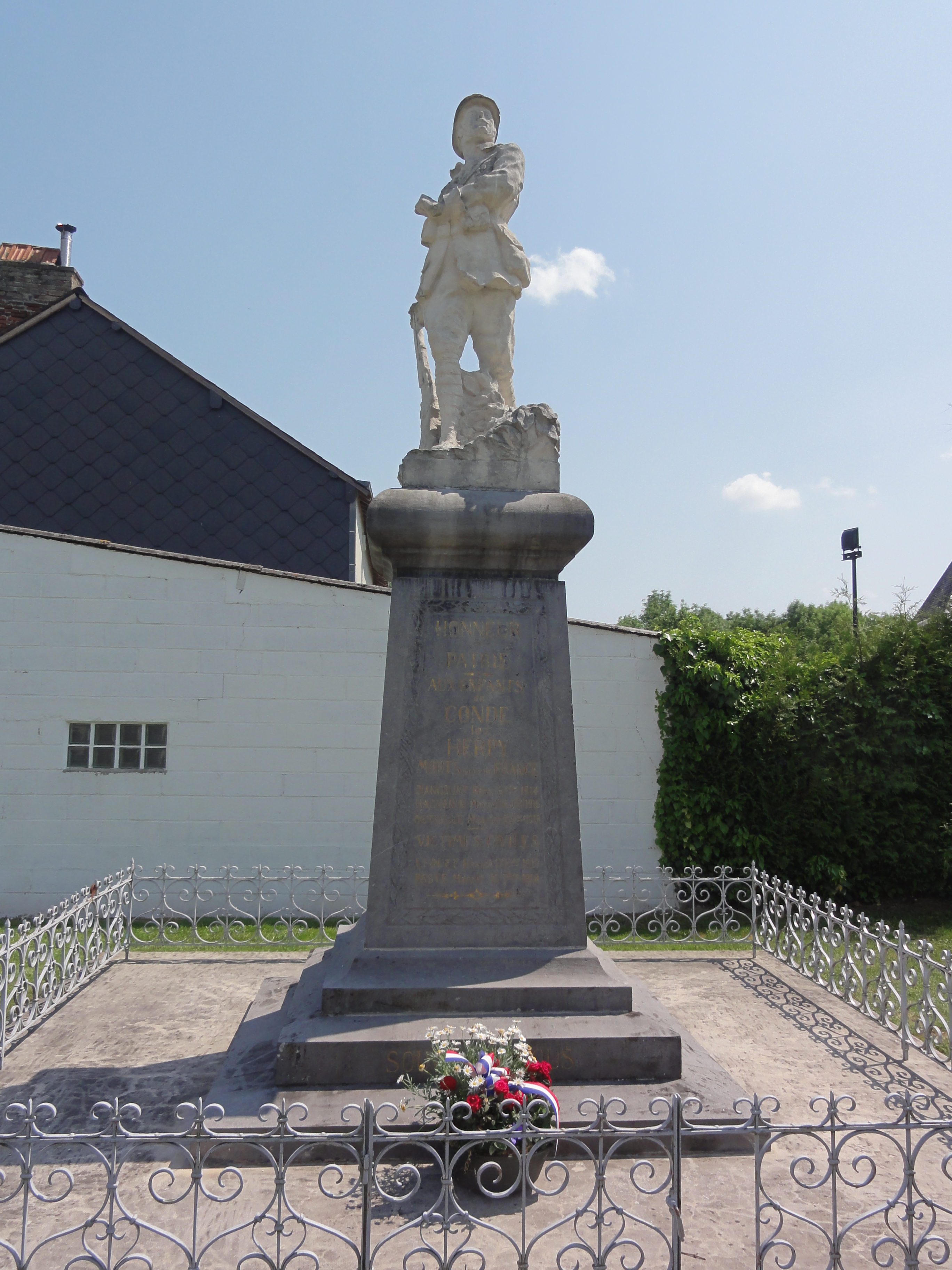
معلم أثري للموتى.
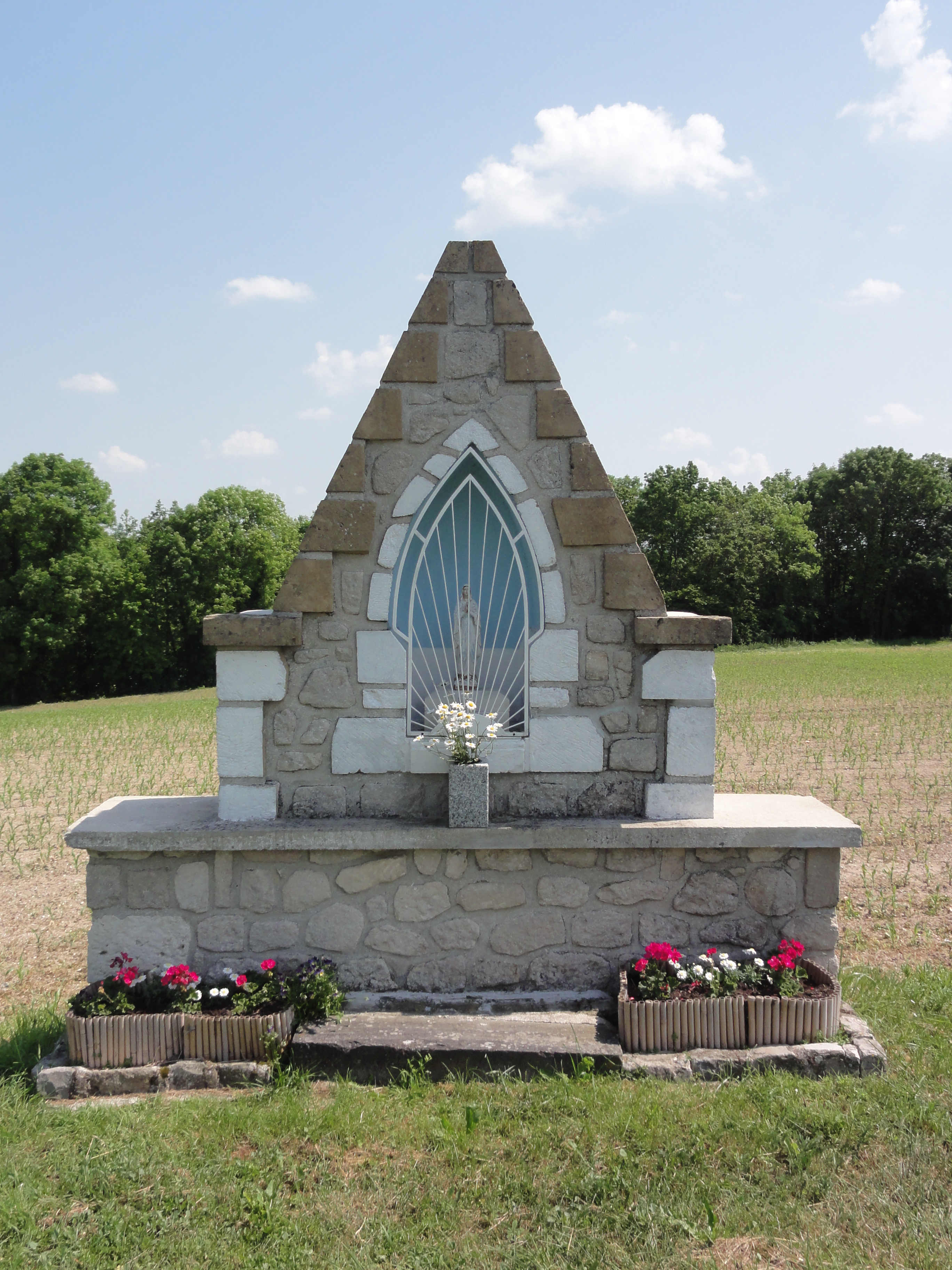
مصلى خطابة.
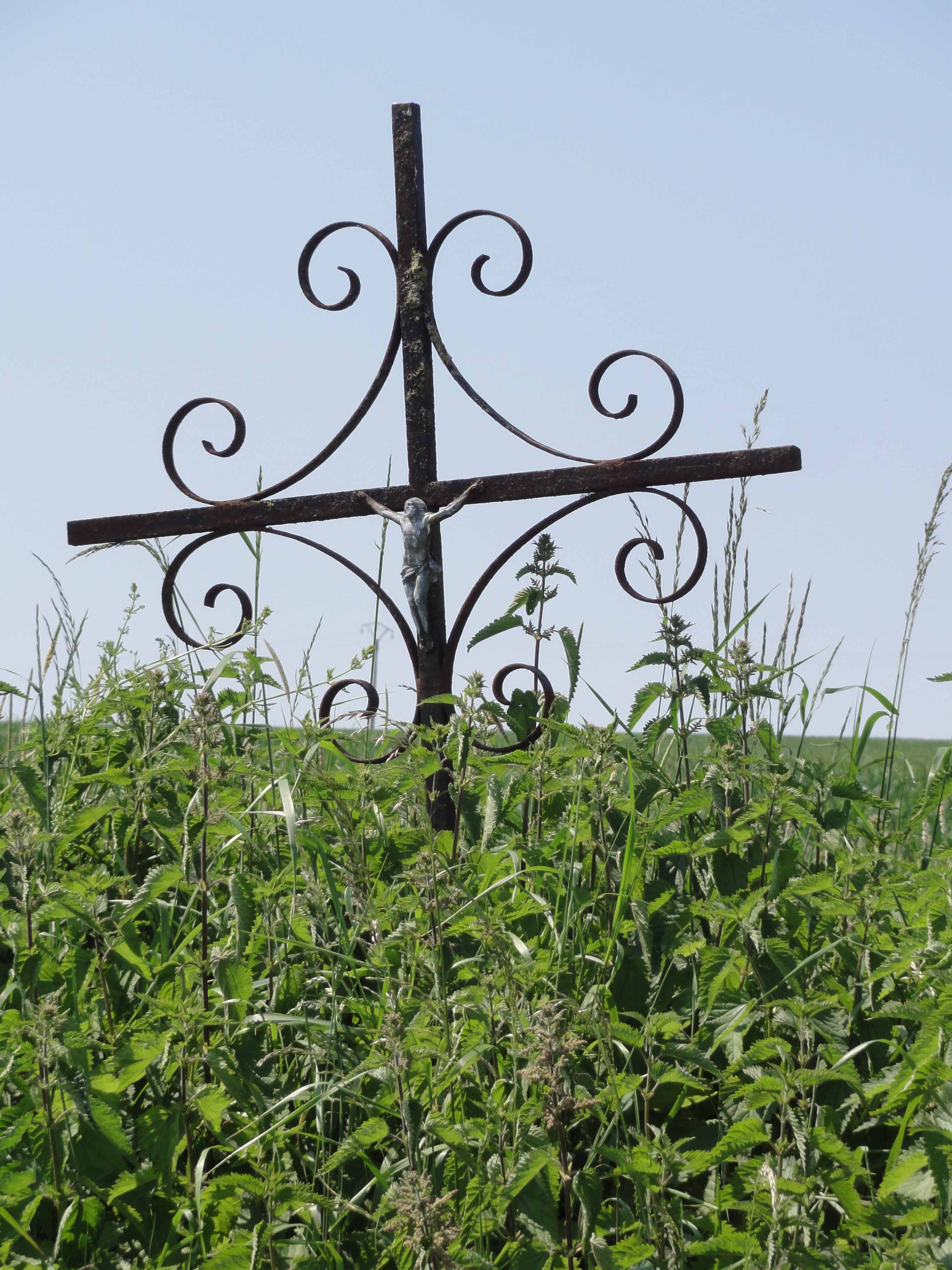
الصليب